# Sagenella
Sagenella es un género de foraminífero bentónico cuyo nombre fue sustituido por el de Sagenina de la familia Dryorhizopsidae, de la superfamilia Astrorhizoidea, del suborden Astrorhizina y del orden Astrorhizida. Su especie-tipo era Sagenella frondescens. Su rango cronoestratigráfico abarcaba desde el Eoceno hasta la Actualidad.

## Discusión
Clasificaciones previas incluían Sagenella en el suborden Textulariina del orden Textulariida.

## Clasificación
Sagenella incluía a las siguientes especies:
- Sagenella frondescens, aceptado como Sagenina frondescens
- Sagenella heterogyra, de posición genérica incierta
- Sagenella regularis

Otra especie considerada en Sagenella es:
- Sagenella vascouiae, no aceptada por ser nomen dubium